# Olesja Zjurakivska
Olesya Viktorivna Zjurakivska (ukrainsk: Олеся Вікторівна Жураківська) (født 13. august 1973 i Kyiv) er en ukrainsk skuespillerinde.

## Filmografi
- Ø (2016)
- Donbas (2018)